# フィルシー・サーティーン

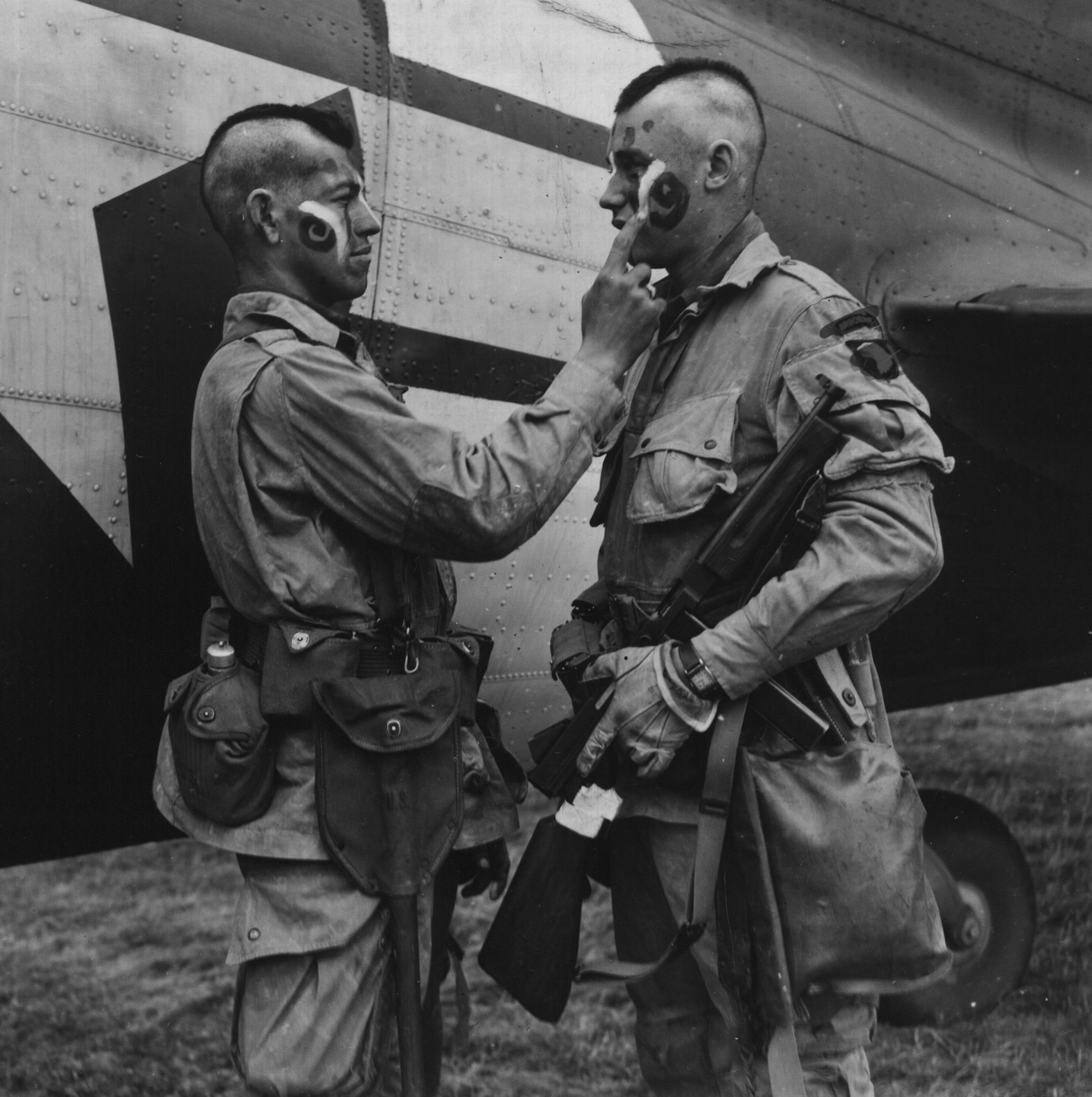
戦化粧を施すフィルシー・サーティーンの隊員ら。

フィルシー・サーティーン（英語: Filthy Thirteen）は、第二次世界大戦中のアメリカ陸軍が有した部隊である。1944年6月6日のノルマンディー上陸作戦の際に降下した空挺部隊の1つで、正式には第101空挺師団第506落下傘歩兵連隊連隊本部中隊付第1爆破工作分隊（英語: 1st Demolition Section of the Regimental Headquarters Company of the 506th Parachute Infantry Regiment, 101st Airborne Division）と呼ばれた。隊員には規律を軽視する素行不良者が多かったが、危険かつ困難な任務を複数成功させたことで知られる。
ヨーロッパ派遣の直前、隊員らは頭をモヒカン刈りにした上で「インディアン」風の戦化粧を施した。彼らを捉えた写真が雑誌等に掲載されたことで、この部隊は大衆の関心を集めるようになり、誇張された逸話や憶測、噂に基づく様々な「伝説」が生み出されていった。小説『12人の囚人兵』（1965年）および映画『特攻大作戦』（1967年）は、そうした「伝説」に基づいたものである。

## 歴史
1942年、第506落下傘歩兵連隊の一部として設置された。連隊本部中隊付爆破工作小隊（Demolition Platoon）は、3個爆破工作分隊から成る。これはそれぞれの分隊が連隊を構成する3個大隊のいずれかの支援に従事することを想定した編成である。爆破工作小隊はその規模に対して将校および下士官の人数が比較的多かった。小隊長（中尉）と小隊付曹長の指揮下に3人の分隊長（少尉）がおり、その下に分隊付曹長が配置されている。また、分隊付曹長の元には2人の伍長がおり、それぞれが6人ずつの班を率いる。各分隊は分隊長と13人の隊員で構成されることになるが、任務に応じて追加の人員が配属されることもあった。

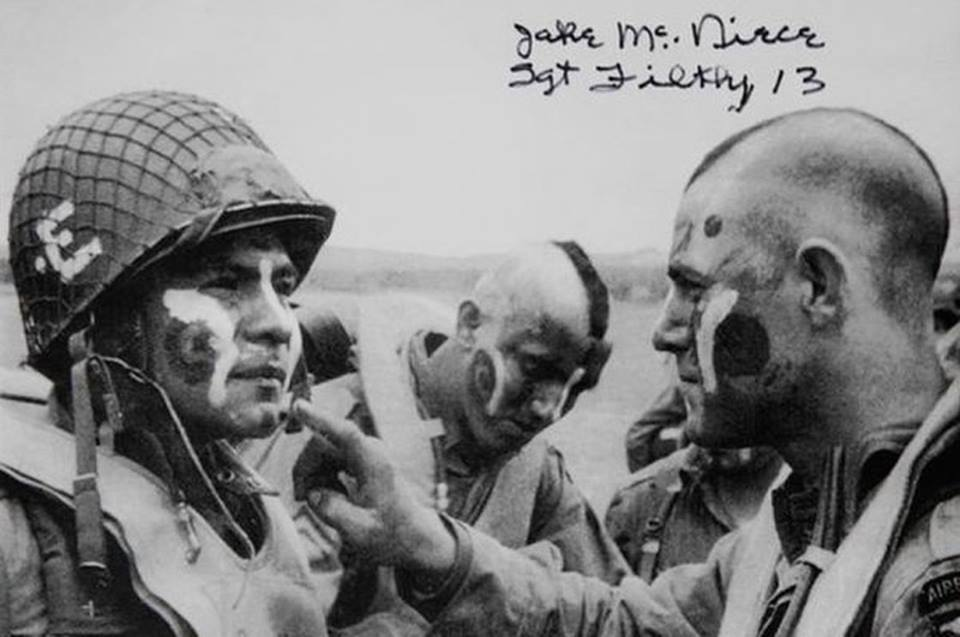
ジェイク・マクニース（右）

イギリス駐屯中から分隊長を務めていたチャールズ・メレン中尉（Charles Mellen）が1944年6月6日（Dデイ）の作戦中に戦死した後、ジェイク・マクニースがこれを率いた。マクニースは配属直後から第1爆破工作分隊の軍曹代行（Acting Sergeant）を務めていたものの、外出の度に厄介事を起こしてはこの職を剥奪され、駐屯地に戻ってから改めて軍曹代行に任命されるのが常であった。その軍歴を通じ、マクニースは上等兵（PFC）への正式な昇進を一度も認められなかった。マクニースは分隊長となった時点でも一介の兵卒に過ぎなかったが、一方で第506連隊長ロバート・シンク大佐からは厚い信頼を寄せられていた。
訓練中、中隊内の素行不良者はしばしば第1爆破工作分隊へと送られていた。他の兵士への悪影響を抑えると共に、同じような性質の兵士を一箇所に集めることで管理が容易になると考えられたのである。ヨーロッパへの派遣が近づく頃には、他分隊の軍曹がさじを投げた「荒くれ者」が次々とマクニースの元へと送り込まれるようになっていた。また、彼らは将校と話す際には敬礼をせず、「サー」（Sir）の敬称を付けずにあだ名で呼んだ。それでも個々人の能力には敬意を払っており、中隊将校団との関係はおおむね良好であったという。
マクニース自身もトラブルメーカーとしてよく知られていた。元隊員ジャック・アグニュー（Jack Agnew）は、初めて出会った時、マクニースはPの文字が入った囚人用の制服を着て2人の憲兵に連行されてゆくところだったと回想している。降下訓練のためノースカロライナに派遣された時、彼らは水泳場造成のため湖の中に残る切り株の撤去作業に駆り出された。撤去のために切り株を爆破したところ、水しぶきと共に切り株が飛び上がり、中にいた多数のヌママムシが降り注いできた。これを見たマクニースは、訓練中のグライダー部隊員らが駆け足で道路上を進んでくるのを確認し、2つの切り株を爆破するよう命じた。グライダー部隊員らの頭上からヘビが降り注ぐのを見て、マクニースやアグニューたちは「これも奴らのための訓練の一部さ」と言って笑っていたという。
通常の空挺隊員としての訓練のほか、隊員らは破壊工作に備えて戦車や機関車、ブルドーザーなどの操縦および無力化の方法、橋梁の構造などについても講習を受けた。
隊員らは部隊に課された「敵地後方での破壊工作」という任務に無関係な規律や命令には決して従わなかった。ジャック・アグニューは部隊の規律について次のように語った。
おれたちは（映画のような）殺人鬼でもなんでもなかったが、やるべきことをやるべき方法ではやらず、掛けられた期待を大幅に超える成果をあげるような他の方法を代わりに選んだだけさ。おれたちはいつだって厄介事の中にいた。ジェイクのおかげでな。

We weren’t murderers or anything, we just didn’t do everything we were supposed to do in some ways and did a whole lot more than they wanted us to do in other ways. We were always in trouble, thanks to Jake.
後年、マクニースは部隊での生活について次のように回想した。
まあ、無届離隊（AWOL）は日常茶飯事だった。おれたちは「汚れた13人」だからな。兵舎やらその他の諸々のこと、それから衛生管理なんかに気を使ったことはなかったから、いつも外禁処分を受けていた。ところが、おれたちは毎週末には思い通りにAWOLを繰り返して、好きなだけ過ごせた。何故かって、戦争のために奴らがおれたちを必要とすることがわかっていたからだ。それで、ほんの数日を営倉で過ごすだけで終わりさ。ジープも盗んだし、汽車も盗んだ。兵舎も爆破したし、木も吹き飛ばした。大佐からウィスキーやら何やらを盗みもした。

Well, we often went AWOL. We were called the Filthy Thirteen. We never took care of our barracks or any other thing, or sanitation, and we were always restricted to camp. But we went AWOL every weekend that we wanted to and we stayed as long as we wanted till we returned back, because we knew they needed us badly for combat. And it would just be a few days in the brig. We stole jeeps. We stole trains. We blew up barracks. We blew down trees. We stole the colonel's whiskey and things like that.
一般的な部隊で重視される行進などの基本教練について、マクニースは規律および命令に対する即応を求めるために必要とされる場合があることを認めつつも、空挺隊員というのは将校が不在でも規律を守って命令を遂行できる者ばかりであるから、自分たちには不要に思えたし、実際に何の益もなかったと後に語っている。また、当時アメリカ陸軍の空挺部隊は依然として黎明期にあり、最初に活性化された空挺連隊でもある第506連隊では志願者の確保および維持が極めて重視されていた。そのため、規律違反に対しては比較的軽い処分に留まり、部隊から外されることはほとんどなかった。戦闘員としての能力の高さが認められていれば、営倉に入れられても2、3日程度で解放されていたという。
第1爆破工作分隊は1943年9月5日にアメリカを離れ、15日にリバプールに到着した。
ヨーロッパ派遣を控えてイギリスに駐屯している頃、彼らに与えられた食事はニンジンと芽キャベツなどの質素なものだった。彼らは大きな邸宅の敷地内に駐屯しており、そこではニホンジカとダマジカあわせて150頭が飼育されていた。マクニースは部下によい食事を与えようと、無断でこれらのシカを狩り、同じく敷地内に設けられていたマスの養殖場で釣りを行っていた。間もなくして邸宅の持ち主に発見され、陸軍は賠償として1万ドルを請求されることになる。彼らは配給された水をそれら獲物の調理に流用するべく週1回以上の入浴を行わなず、また制服の洗濯は一切行わなかった。「フィルシー・サーティーン」（汚れた13人）の通称はこの逸話に由来する。入浴する際も待ち時間が長いために部隊付の浴場は使わず、ロンドン市内の赤十字施設を利用していた。赤十字職員に何故これほど不潔なのかと問われたある隊員は、「任務が成功するまで入浴しないと誓った」という作り話を語った。職員の中にはこれを信じた者もおり、後に尾ひれがついて「作戦前の6ヶ月間は入浴が禁じられていた」という誤った噂も囁かれるようになった。隊員らも「フィルシー・サーティーン」という通称を気に入り、この言葉を入れた看板を兵舎に掲げていた。
ヨーロッパへの降下に先立ち、第101師団では師団長マクスウェル・D・テイラー将軍、連合国軍最高司令官ドワイト・D・アイゼンハワー将軍、ウィンストン・チャーチル英首相を招いて空挺降下のデモンストレーションを行うことになった。テイラーからは降下後直ちにカモフラージュを行うよう命じられていたので、ジャック・ウォーマーを始めとするフィルシー・サーティーン隊員は、着地直後に近くに積み上げられていた干し草の中に身を隠した。しばらくすると3人の要人が乗った車が通りかかり、干し草の山のすぐ隣に停車した。そしてチャーチルが車を降りて、ウォーマーに気づかず立ち小便をしようとズボンのジッパーを下ろした。「彼が割礼を受ける必要があることがわかるほど」に近づかれ、ウォーマーは「このろくでなしを撃ち殺すべきか？」と考えながらも身動きをしなかった。結局、ウォーマーの長靴はチャーチルの小便まみれになった。
モヒカン刈りや戦化粧といった「インディアン」風のイメージは、チョクトー族の血を引くマクニースによって取り入れられた。作戦前、マクニースは識別用のインベージョン・ストライプ塗装が施された輸送機に近づくと、まだ乾ききっていなかった塗料を手につけ、「インディアン」風の戦化粧を自らに施した。これは夜間での迷彩効果を期待したものだったと後に説明している。また、兵舎で頭を剃っている時、モヒカン刈りの理由について問われたマクニースは、「オクラホマでおれたちはスカルプロックを付けている。誰かを殺したら戦利品としてそいつを持っていく。おれたちがずっと守ってきたインディアンのしきたりだ。聖クリストファーのメダルみたいなものだよ」と語った。他の隊員はほとんどが北東部出身だったこともあり、この話を鵜呑みにしかけたようだったが、マクニースは洗いやすくてシラミの対策になる髪型なのだと笑いながら改めて伝えたという。戦化粧を施している最中の隊員を捉えた写真が公開されると、フィルシー・サーティーンは大いに大衆の関心を集める部隊の1つとなった。

### ノルマンディー上陸作戦
1944年6月6日、ノルマンディー上陸作戦が始まった。フィルシー・サーティーンは、第506連隊第3大隊と共にフランスへと降下した。その任務は、デューヴ川に架かる橋の確保あるいは爆破であった。しかし、対空砲火が輸送機に直撃し、フィルシー・サーティンは本来の目標から8マイル離れた地点に降下することを余儀なくされた。降下直後に第3大隊は大損害を受け、フィルシー・サーティーンも負傷あるいは戦死、捕虜になるなどして隊員のおよそ半数を失ったが、残余はマクニースを先頭に前進を続けた。マクニースが後に語ったところによれば、彼は20人の空挺隊員と共に降下したが、最初の2時間でほとんどの部下を失ったという。マクニースは原隊からはぐれた空挺隊員らを集めて臨時部隊を編成し、目標の橋を目指した。一方、航空軍は第3大隊およびフィルシー・サーティーンが壊滅したものと判断し、橋への爆撃を行った。デューヴ川の橋が爆撃によって破壊されたのか、それともフィルシー・サーティーンによって既に爆破されていたのかは定かではない。その後、フィルシー・サーティーンは周辺の落伍兵らを糾合して前進を続け、カランタンを巡る戦いに参加した。
マーケット・ガーデン作戦中、アイントホーフェンに架かる3つの橋の占領および防衛の援護に割り当てられる。これがフィルシー・サーティーンとしての最後の公式な任務となり、隊員らは別々の部隊に移されることとなった。班長マクニースと何人かの隊員は、新設のパスファインダー部隊に参加した。パスファインダー部隊は任務の性質上戦死する可能性が非常に高く、命令による配属が行えなかったため、各地で志願者が募られていた。既に終戦が迫り出動の機会がなくなったと考えられていたことに加え、志願によってあらゆる処分が取り消されると噂されていたため、志願者の中にはかつてのフィルシー・サーティーンのような「荒くれ者」が少なくなかった。第101師団が包囲下に置かれたバストーニュの戦いでは、マクニースらフィルシー・サーティーン出身者に率いられたパスファインダー部隊が降下している。
マクニースに率いられたフィルシー・サーティンは、規律の一切を軽視する素行不良者ばかりが集っていたにもかかわらず、困難な任務を遂行し、さらには創意工夫、革新性、迅速な意思決定の能力も示した。任務を提示した上官からの信頼を前提としつつ、自らも部下を信頼し、任務をどのように遂行するのか判断する裁量権を各隊員に与えたマクニースの指揮のスタイルを、ミッション・コマンドの初期の成功例の1つと指摘する者もいる。なお、ミッション・コマンドの概念が正式にアメリカ陸軍の戦闘教義に取り入れられたのは2003年のことである。

## 映画『特攻大作戦』
1965年に発表されたE・M・ナサンソンの小説『12人の囚人兵』（原題：The Dirty Dozen）は、200万部以上を売り上げ、10個の言語に翻訳されたベストセラー小説だった。元々ジャーナリストだったナサンソンは、戦時中に従軍カメラマンを務めていた友人ラス・メイヤーから聞いた「懲罰部隊」の話に触発され、執筆を行った。その後、ナサンソン自身の調査では、メイヤーが語ったような部隊の存在が確認できなかったため、フィクションとして発表された。小説は直接には「懲罰部隊」の噂に加えて軍法会議や受刑者の記録、軍の教範などを参考に執筆され、ナサンソンは晩年になるまでフィルシー・サーティーンやマクニースの名を知らなかった。『12人の囚人兵』では、重罪を犯して収監されていた兵士たちが、特赦を報酬とした特殊作戦に従事することになり、やがてダーティ・ダズン、すなわち「汚れた12人」というニックネームを与えられる。1967年には『特攻大作戦』として映画化された。
ダーティ・ダズンが重罪を犯した囚人兵から成るという設定は、現実のフィルシー・サーティーンとの最も大きな違いである。フィルシー・サーティーンの隊員は「荒くれ者」ばかりではあったが、有罪判決を受けた犯罪者は含まれていなかった。
出撃前に戦化粧を施すフィルシー・サーティーン隊員の様子は、第101師団に随行していたカメラマンによって記録映像として撮影されていた。そこから切り出された写真が雑誌に掲載されると、この部隊は大衆の関心を引くことになる。しかし、その頃部隊は既に戦地へと派遣されており、記者らは残された不確かかつ誇張された噂に従って記事を執筆するほかになかった。従軍記者トーマス・A・ホージ（Thomas A Hoge）が1944年6月に『星条旗』紙に寄せた記事は、こうした状況下で書かれた最初の1つである。この中で、隊員は全員が純血の先住民であり、作戦の日まで入浴しないことを誓っていて、彼らを率いる白人の中尉のみに忠誠を誓うと語られる。隊員に直接取材を行ったより正確な記事が掲載されるのは12月になってからだった。後に従軍記者アーチ・ホワイトハウスが『True』誌に寄せた記事は、特に不正確かつ誇張されたものの1つである。この記事では、12人の隊員は純血のインディアンで、あらゆる規律を嫌い、指導者も認めていなかったが、彼らを率いる中尉は厳しい訓練を通じて彼ら全員を打ち倒して信頼を勝ち取り、13人目の男として迎えられたのだと語られている。ナサンソンはホワイトハウスによるものではないが、同じような記事を読んだことがあるとしている。
映画『特攻大作戦』の制作の前後、ある映画関係者がマクニースにフィルシー・サーティーンの物語の映画化を持ちかけた。依然として戦争や死んだ戦友の記憶が鮮明であるからとマクニースがこれを断ると、代わりにホワイトハウスの書いた記事を参考にするしかなくなると返答された。マクニースは記事を映画化しても構わないが、フィルシー・サーティーンという名前は使わないようにと伝えた。マクニースの息子によれば、マクニースは『特攻大作戦』にあまり関心を示さず、「悪い映画ではないが、一切事実に基づいていない」と述べていたという。長らくマクニースは家族や友人以外と戦争について話すことを避けていたが、晩年にはフィルシー・サーティーンの歴史を伝えようとメディアのインタビューに応じたり、書籍やドキュメンタリーの制作にも参加した。2008年には、映画を通じて得られた間接的な名声について後悔はしていないとも語っている。
ジャック・アグニューの娘によれば、アグニューは映画の「30％ほどは真実」であると述べていた。映画には演習中に対抗部隊の将校団を捕らえるシーンがあるが、これはフィルシー・サーティーンも実際に行ったという。アグニューの回想によれば、1943年6月のテネシー演習での出来事である。降下後、山林を行軍していた爆破工作分隊は、対抗部隊の連絡車両を鹵獲した。無線機も入手したため対抗部隊の動きは筒抜けとなり、彼らは整備所に潜入して車両を盗んだり、ローターを取り外すなどの破壊工作を行った。さらに、隊員の1人であるハーブ・ピアース（Herb Pierce）は同行していた審判係に、将校になりすます許可を求めた。階級章を借りた隊員らは、その日の夜に将校に扮して対抗部隊の指揮所テントに潜入し、作戦会議が開かれている間も奥の席に座っていた。しかし、会議後にある中尉がハーブに近づき、「中尉にしては若すぎるな」と話しかけた（当時、ハーブは17歳だった）。次の瞬間、隊員らはテントの中で散開し、対抗部隊の将校らに全員が捕虜になったのだと伝えたのである。指揮官の少佐は怒り狂っていたという。
2006年、ドキュメンタリー『特攻大作戦:真実の物語』（原題：The Filthy Thirteen: Real Stories from Behind the Lines）が制作された。この中ではナサンソンのほか、マクニースやアグニューへの取材が行われた。このドキュメンタリーは2枚組の『特攻大作戦』DVDスペシャル・エディションに収録された。